# Premolis rhyssa
Premolis rhyssa är en fjärilsart som beskrevs av Druce 1906. Premolis rhyssa ingår i släktet Premolis och familjen björnspinnare. Inga underarter finns listade i Catalogue of Life.